# Richardia gandarae
Richardia gandarae là một loài thực vật có hoa trong họ Thiến thảo. Loài này được Rzed. miêu tả khoa học đầu tiên năm 1983.